# Retningsviser
En Retningsviser er en anordning på en bil, der tidligere blev benyttet til at give tegn til at ændre kørselsretning.
Retningsviseren bestod af en indvendig belyst signalarm, enten fæstnet udvendigt på bilen eller, som oftest, i bilens dørstolpe. 
Retningsvisere blev monteret på bilerne fra 1900'erne og blev i 1910'erne og 1920'erne videreudviklet til at blive betjent hydraulisk eller elektrisk og fik tillige indbygget elektrisk lys. I 1950'erne overgik de fleste biler til at benytte blinklys.